# عصام ابوالعینین
عصام ابوالعینین (انگلیسی: Essameldin Abou El-Nein؛ زادهٔ ۲۷ اوت ۱۹۵۴ بازیکن بسکتبال اهل مصر بود.